# Brasilionata
Brasilionata arborense es una especie de araña araneomorfa de la familia Mysmenidae. Es el único miembro del género monotípico Brasilionata. Es originaria de Brasil.